# Liste der Mitglieder der 1. Knesset
Dies ist eine Liste der Mitglieder der 1. Knesset. Vorausgegangen war die Wahlen zur Verfassungsgebenden Versammlung am 25. Januar 1949. Die konstituierende Sitzung war am 14. Februar 1949. Am 16. Februar 1949 wurde durch ein Gesetz die verfassungsgebende Versammlung in die Knesset umgewandelt.

## Sitzverteilung nach Parteizugehörigkeit
| Partei                                                                        | Sitze | Anmerkungen                                                |
| ----------------------------------------------------------------------------- | ----- | ---------------------------------------------------------- |
| Mifleget Poalei Erez Jisrael (Mapai)                                          | 46    |                                                            |
| Mapam                                                                         | 19    | Zuwachs durch ein Mitglied während der Legislaturperiode   |
| HaChasit haDatit haMe’uchedet (Vereinigte Religiöse Front)                    | 16    |                                                            |
| Cherut                                                                        | 14    | Verlust von zwei Mitgliedern während der Legislaturperiode |
| Tzionim Klaliym (Allgemeine Zionisten)                                        | 07    |                                                            |
| Miflaga Progresivit (Progressive Partei)                                      | 05    |                                                            |
| Sfaradim VeEdot Misrach (Sepharden und Gemeinschaften des Orients)            | 04    |                                                            |
| HaMiflaga HaKomunistit HaJisraelit (Israelische kommunistische Partei (Maki)) | 04    | Verlust von einem Mitglied während der Legislaturperiode   |
| Reschima Demokratit schel Natzrat (Demokratische Liste von Nazareth)          | 02    |                                                            |
| Reshimat HaLohmim                                                             | 01    |                                                            |
| Women’s International Zionist Organisation (WIZO)                             | 01    |                                                            |
| Hitachdut HaTeimanim beJisra’el (Jemenitische Vereinigung in Israel)          | 01    |                                                            |

## Mitglieder der 1. Knesset
Die folgenden 120 Abgeordneten wurden bei der Parlamentswahl am 25. Januar 1949 in die Knesset gewählt.
| Partei                                     | Mitglied                 | Anmerkungen |
| ------------------------------------------ | ------------------------ | --- |
| Mifleget Poalei Erez Jisrael               | Meir Argov               | |
| Mifleget Poalei Erez Jisrael               | Ami Assaf                | |
| Mifleget Poalei Erez Jisrael               | Zalman Aran              | |
| Mifleget Poalei Erez Jisrael               | Jizchak Ben Zwi          | |
| Mifleget Poalei Erez Jisrael               | Aryeh Bahir              | |
| Mifleget Poalei Erez Jisrael               | David Bar-Rav-Hai        | |
| Mifleget Poalei Erez Jisrael               | Joseph Baratz            | |
| Mifleget Poalei Erez Jisrael               | Chaim Ben-Ascher         | |
| Mifleget Poalei Erez Jisrael               | David Ben-Gurion         | Ministerpräsident, Verteidigungsminister                                                                         |
| Mifleget Poalei Erez Jisrael               | Schmuel Dajan            | |
| Mifleget Poalei Erez Jisrael               | Ben-Zion Dinur           | |
| Mifleget Poalei Erez Jisrael               | Hasya Drori              | |
| Mifleget Poalei Erez Jisrael               | Yehiel Duvdevani         | |
| Mifleget Poalei Erez Jisrael               | Josef Efrati             | |
| Mifleget Poalei Erez Jisrael               | Heshel Frumkin           | Ersetzt durch Jenia Tversky am 5. Februar 1951                                                                   |
| Mifleget Poalei Erez Jisrael               | Shraga Goren             | |
| Mifleget Poalei Erez Jisrael               | Akiwa Gowrin             | |
| Mifleget Poalei Erez Jisrael               | Yisrael Gouri            | |
| Mifleget Poalei Erez Jisrael               | Eliyahu Hacarmeli        | |
| Mifleget Poalei Erez Jisrael               | David Hacohen            | |
| Mifleget Poalei Erez Jisrael               | Neta Harpaz              | |
| Mifleget Poalei Erez Jisrael               | Avraham Herzfeld         | |
| Mifleget Poalei Erez Jisrael               | Abba Hushi               | Ersetzt durch Baruch Osnia am 12. Februar 1951                                                                   |
| Mifleget Poalei Erez Jisrael               | Beba Idelson             | |
| Mifleget Poalei Erez Jisrael               | Elieser Kaplan           | Finanzminister, Minister für Handel und Industrie                                                                |
| Mifleget Poalei Erez Jisrael               | Yona Kesse               | |
| Mifleget Poalei Erez Jisrael               | Yosef-Michael Lamm       | Ersetzt durch Rafael Bash am 21. Mai 1951                                                                        |
| Mifleget Poalei Erez Jisrael               | Shlomo Lavi              | |
| Mifleget Poalei Erez Jisrael               | Pinchas Lawon            | Landwirtschaftsminister (2. Kabinett)                                                                            |
| Mifleget Poalei Erez Jisrael               | Elieser Livna            | |
| Mifleget Poalei Erez Jisrael               | Ada Maimon               | |
| Mifleget Poalei Erez Jisrael               | Golda Meir               | Arbeitsminister                                                                                                  |
| Mifleget Poalei Erez Jisrael               | Fritz Naphtali           | |
| Mifleget Poalei Erez Jisrael               | Dvora Netzer             | |
| Mifleget Poalei Erez Jisrael               | David Remez              | Transportminister (1. Kabinett), Bildungsminister (2. Kabinett), ersetzt durch Menachem Cohen am 19. Mai 1951    |
| Mifleget Poalei Erez Jisrael               | Mosche Scharet           | Außenminister |
| Mifleget Poalei Erez Jisrael               | Salman Schasar           | Bildungsminister (1. Kabinett)                                                                                   |
| Mifleget Poalei Erez Jisrael               | Aryeh Sheftel            | Ersetzt durch Yisrael Yeshayahu-Sharabi am 12. Februar 1951                                                      |
| Mifleget Poalei Erez Jisrael               | Re’uven Schaeri          | Stellvertretender Verkehrsminister (2. Kabinett)                                                                 |
| Mifleget Poalei Erez Jisrael               | Yosef Sprinzak           | |
| Mifleget Poalei Erez Jisrael               | Yizhar Smilansky         | |
| Mifleget Poalei Erez Jisrael               | Yehudit Simhonit         | Ersetzt durch Herzl Berger am 5. Februar 1951                                                                    |
| Mifleget Poalei Erez Jisrael               | Efraim Taburi            | |
| Mifleget Poalei Erez Jisrael               | Avraham Taviv            | Ersetzt durch Yitzhak Kanav am 20. April 1950                                                                    |
| Mifleget Poalei Erez Jisrael               | Zvi Yehuda               | |
| Mifleget Poalei Erez Jisrael               | Dov Yosef                | Landwirtschaftsminister, Minister für Rationierung und Versorgung (1. Kabinett), Transportminister (2. Kabinett) |
| Mapam                                      | Moshe Aram               | |
| Mapam                                      | Menachem Bader           | |
| Mapam                                      | Dov Bar-Nir              | Ersetzt durch Menachem Ratzon am 10. April 1951                                                                  |
| Mapam                                      | Jisra’el Bar Jehuda      | |
| Mapam                                      | Jitzchak Ben Aharon      | |
| Mapam                                      | Mordechaj Bentov         | |
| Mapam                                      | Yaakov Hazan             | |
| Mapam                                      | Jisrael Galili           | |
| Mapam                                      | Fayge Ilanit             | |
| Mapam                                      | Hannah Lamdan            | |
| Mapam                                      | Nahum Nir                | |
| Mapam                                      | Eliezer Peri             | |
| Mapam                                      | Berl Repetur             | |
| Mapam                                      | Ya'akov Riftin           | |
| Mapam                                      | Hanan Rubin              | |
| Mapam                                      | Mosche Sneh              | |
| Mapam                                      | Jitzchak Tabenkin        | Ersetzt durch David Livschitz am 12. April 1951                                                                  |
| Mapam                                      | Meir Yaari               | |
| Mapam                                      | Aharon Zisling           | |
| HaChasit haDatit haMe’uchedet              | Josef Burg               | |
| HaChasit haDatit haMe’uchedet              | Moshe Kelmer             | Ersetzt durch Eliyahu Mazur am 11. März 1949                                                                     |
| HaChasit haDatit haMe’uchedet              | Eliyahu-Moshe Ganhovsky  | |
| HaChasit haDatit haMe’uchedet              | Avraham-Yehuda Goldrat   | |
| HaChasit haDatit haMe’uchedet              | Aharon-Ya'akov Greenberg | |
| HaChasit haDatit haMe’uchedet              | Kalman Kahana            | |
| HaChasit haDatit haMe’uchedet              | Meir-David Levenstein    | |
| HaChasit haDatit haMe’uchedet              | Jitzchak-Me'ir Levin     | Minister für Wohlfahrt                                                                                           |
| HaChasit haDatit haMe’uchedet              | Jehuda Leib Maimon       | Minister für Religion und Veteranen                                                                              |
| HaChasit haDatit haMe’uchedet              | Benjamin Mintz           | |
| HaChasit haDatit haMe’uchedet              | Mordechai Nurock         | |
| HaChasit haDatit haMe’uchedet              | David-Zwi Pinkas         | |
| HaChasit haDatit haMe’uchedet              | Avraham-Haim Shag        | |
| HaChasit haDatit haMe’uchedet              | Chaim-Mosche Schapira    | Gesundheitsminister, Minister für Einwanderung, Innenminister                                                    |
| HaChasit haDatit haMe’uchedet              | Mosche Unna              | |
| HaChasit haDatit haMe’uchedet              | Serach Wahrhaftig        | |
| Cherut                                     | Menachem Begin           | |
| Cherut                                     | Yohanan Bader            | |
| Cherut                                     | Aryeh Ben-Eliezer        | |
| Cherut                                     | Haim Cohen-Meguri        | |
| Cherut                                     | Uri Zvi Greenberg        | |
| Cherut                                     | Eri Jabotinsky           | Verließ die Partei, Unabhängiger                                                                                 |
| Cherut                                     | Schmuel Katz             | |
| Cherut                                     | Hillel Kook              | Verließ die Partei, Unabhängiger                                                                                 |
| Cherut                                     | Chaim Landau             | |
| Cherut                                     | Eliyahu Lankin           | |
| Cherut                                     | Yaakov Meridor           | |
| Cherut                                     | Shmuel Merlin            | |
| Cherut                                     | Avraham Rakanti          | |
| Cherut                                     | Esther Raziel-Naor       | |
| Tzionim Klaliym                            | Peretz Bernstein         | |
| Tzionim Klaliym                            | Ya'akov Gil              | |
| Tzionim Klaliym                            | Ya'akov Klivnov          | |
| Tzionim Klaliym                            | Shoshana Parsitz         | |
| Tzionim Klaliym                            | Jisra’el Rokach          | |
| Tzionim Klaliym                            | Josef Sapir              | |
| Tzionim Klaliym                            | Josef Serlin             | |
| Miflaga Progresivit                        | Idov Cohen               | |
| Miflaga Progresivit                        | Yeshayahu Foerder        | |
| Miflaga Progresivit                        | Avraham Granot           | |
| Miflaga Progresivit                        | Yizhar Harari            | |
| Miflaga Progresivit                        | Pinchas Rosen            | Justizminister                                                                                                   |
| HaMiflaga HaKomunistit HaJisraelit         | Shmuel Mikunis           | |
| HaMiflaga HaKomunistit HaJisraelit         | Eliezer Preminger        | Verließ die Partei um die Komunistim Ivrim zu gründen, wechselte zur Mapam                                       |
| HaMiflaga HaKomunistit HaJisraelit         | Tawfik Toubi             | |
| HaMiflaga HaKomunistit HaJisraelit         | Meir Vilner              | |
| Sfaradim VeEdot Misrach                    | Moshe Ben-Ami            | |
| Sfaradim VeEdot Misrach                    | Eliyahu Eliashar         | |
| Sfaradim VeEdot Misrach                    | Avraham Elmalih          | |
| Sfaradim VeEdot Misrach                    | Bechor-Schalom Schitrit  | Minister für die öffentliche Sicherheit                                                                          |
| Reschima Demokratit schel Natzrat          | Seif-El-Din El-Zubi      | |
| Reschima Demokratit schel Natzrat          | Amin-Salim Jarjora       | |
| Reshimat HaLohmim                          | Nathan Yellin-Mor        | |
| Hitachdut HaTeimanim beJisra’el            | Secharja Gloska          | |
| Women’s International Zionist Organisation | Rachel Cohen-Kagan       | |

### Umbesetzungen
| MK                        | ersetzt            | Datum            | Partei                        |
| ------------------------- | ------------------ | ---------------- | ----------------------------- |
| Eliyahu Mazur             | Moshe Kelmer       | 11. März 1949    | HaChasit haDatit haMe’uchedet |
| Yitzhak Kanav             | Avraham Taviv      | 20. April 1950   | Mifleget Poalei Erez Jisrael  |
| Herzl Berger              | Yehudit Simhonit   | 5. Februar 1951  | Mifleget Poalei Erez Jisrael  |
| Jenia Tversky             | Heshel Frumkin     | 5. Februar 1951  | Mifleget Poalei Erez Jisrael  |
| Yisrael Yeshayahu-Sharabi | Aryeh Sheftel      | 12. Februar 1951 | Mifleget Poalei Erez Jisrael  |
| Baruch Osnia              | Abba Hushi         | 12. Februar 1951 | Mifleget Poalei Erez Jisrael  |
| Menachem Ratzon           | Dov Bar-Nir        | 10. April 1951   | Mapam                         |
| David Livschitz           | Jitzchak Tabenkin  | 12. April 1951   | Mapam                         |
| Menachem Cohen            | David Remez        | 19. Mai 1951     | Mifleget Poalei Erez Jisrael  |
| Rafael Bash               | Yosef-Michael Lamm | 21. Mai 1951     | Mifleget Poalei Erez Jisrael  |

## Regierungsbildung
David Ben-Gurion wurde mit der Bildung der ersten Regierung beauftragt. Nach dem Bruch der Regierung formte David Ben-Gurion eine zweite Regierung.